# Munjeong-dong
Munjeong là một phường, dong của Songpa-gu, Seoul, Hàn Quốc.

## Vận chuyển
- Ga Munjeong của Tuyến Seoul 8